# Мария Аделаида Орлеанская
Луиза Мария Аделаида Евгения Орлеанская (фр. Louise Marie Adélaïde Eugénie d’Orléans), прозванная Мадам Аделаида (Madame Adélaïde; 23 августа 1777 или 25 августа 1777, Париж — 31 декабря 1847, Тюильри, I округ Парижа) — французская принцесса, дочь Луи-Филиппа Орлеанского (1747—1793) и Мадемуазель де Пентьевр (1753—1821); младшая сестра французского короля Луи-Филиппа I, его преданный друг и советчица.

## Биография
Родилась в Пале-Рояле в 1777 году; её сестра-близнец Франсуаза умерла в детском возрасте 6 февраля 1782 года.
Воспитанница госпожи Жанлис, которая обучала её среди прочего игре на арфе. В 1792 году вынуждена была эмигрировать и в сопровождении своего брата, будущего французского короля, посетила много стран, впрочем, предпочитая для проживания Швейцарию.
После окончательного свержения Наполеона принцесса Аделаида получила позволение вернуться на родину. С этого времени её влияние на ход политических дел стало весьма заметным: она была душой партии, содействовавшей восшествию на престол Орлеанской династии. Король Луи-Филипп всегда внимательно относился к советам своей сестры.
В ряде публикаций английской прессы 1830-х годов указывалось, что Аделаида находилась в тайном браке с генералом Атленом (Athelin), адъютантом Луи-Филиппа. Современные генеалогические источники (например, «An Online Gotha» П. Тироффа) упоминают этот брак со знаком вопроса; другие считают принцессу Аделаиду незамужней.
Скончалась утром 31 декабря 1847 года в Тюильрийском дворце, менее чем за два месяца до отречения брата в результате Февральской революции 1848 г..